# Galle (cráter marciano)
Galle es un cráter de impacto del planeta Marte. Situado al este del gran cráter de Argyre Planitia. Lleva el nombre del astrónomo alemán Johann Gottfried Galle.

## Estructura geológica
La parte sur del cráter está compuesta por sedimentos estratificados. En la misma zona se producen estrías que se originan cerca de la pared interna de Galle, tal vez debido a la presencia de agua líquida en el pasado. El interior del cráter ha sido erosionado y esculpido por actividad eólica, como denota la presencia de numerosas dunas y vestigios de suelo oscuro, privado de su capa superficial de polvo reflectante.

## Happy Face Crater

Un smiley.

Galle es conocido en inglés como el "happy face crater" ("carita feliz") debido a la pareidolia existente entre la silueta del relieve del cráter con respecto a un smiley mostrando una expresión de carita feliz. El cratér está formado por un rango semicircular con dos pequeños cráteres y medio círculo dentro de un cráter principal. Fue fotografiado por primera vez por el Viking Orbiter 1. 
Como el smiley es un tema visual recurrente de la novela gráfica Watchmen, de Alan Moore y Dave Gibbons, el cráter fue usado como una de las localizaciones de la historia tras notar Gibbons la coincidencia. Según éste, la similitud "era casi demasiado buena para ser verdad. Me preocupaba que si lo incluíamos, nadie nos creería". El cráter real se pudo ver en la adaptación cinematográfica de Watchmen, realizada en 2009.
Un segundo happy face crater más pequeño que Galle, situado en 45.1°S, 55.0°W en la cordillera conocida como Nereidum Montes, fue descubierto por la Mars Reconnaissance Orbiter el 28 de enero de 2008.

## Cráter Galle en los Cómics
Este cráter ha sido tomado como inspiración en la novela gráfica Watchmen, de Alan Moore (DC Comics) en la que aparece en varias escenas por ser el lugar donde el Doctor Manhattan está sentado sobre una roca en Marte.